# 马拉马·瓦伊鲁阿
马拉马·瓦伊鲁阿（Marama Vahirua；1980年5月12日—），已退役大溪地足球員，師任前鋒。

## 生涯
马拉马·瓦伊鲁阿出生於大溪地，卻在早年已到法國發展。他首間效力的球會為南特，並在這兒7年。2004年，他轉會到尼斯。兩年後，他又加盟。2010年，他轉戰南錫。期間，他先後被外借到摩納哥和希臘超級聯賽的。
國家隊方面，马拉马·瓦伊鲁阿在2001年至2002年間曾入選法國二十一歲以下國家隊。2013年，於大溪地出生的他被徵召入大溪地國家隊，並在對所羅門群島的比賽中首次上陣。隨後，他隨隊參加洲際國家盃，並在三場的分組賽都取得出場機會，時間為249分鐘。